# المركز الإفريقي لخدمات صحة المرأة
المركز الإفريقي لخدمات صحة المرأة (سابقًا: مركز الإسكندرية الإقليمي لصحة وتنمية المرأة) هو مركز صحي وبحثي حكومي مصري، يتبع أمانة المراكز الطبية المتخصصة أحد قطاعات وزارة الصحة والسكان، أنشئ بقرار رئيس جمهورية مصر العربية رقم 367 لسنة 2006، بهدف دعم البحث العلمي في مجال صحة المرأة وتطوير أساليب العلاج وتدريب الأطباء في مجال طب النساء.
يتكون المركز من أربعة طوابق تضم خمسة قاعات تدريب، وأربعة عشر عيادة تخصصية في مجال طب النساء، وأقسم لأشعة الماموجرام، والسونار والدوبلر، والأشعة العادية، وكثافة العظام، ويضم كذلك ستة معامل طبية متخصصة في كيمياء الدم، والبكتريولوجي، والباثولوجي، والوراثة، والوراثة الخلوية.

## التشريعات المُنظِمة
- قرار رئيس الجمهورية رقم 367 لسنة 2006 بإنشاء مركز سوزان مبارك الإقليمي لصحة وتنمية المرأة.
- قرار رئيس المجلس الأعلى للقوات المسلحة رقم 66 لسنة 2011 بتعديل اسم المركز إلى "مركز الإسكندرية الإقليمي لصحة وتنمية المرأة".
- قرار رئيس مجلس الوزراء رقم 622 لسنة 2013 بتحويل المركز إلى مركز طبي تخصصي باسم "مركز طبي الإسكندرية لصحة وتنمية المرأة".[5]
- قرار رئيس مجلس الوزراء رقم 149 لسنة 2017، بتعديل اسم المركز إلى "المركز الإفريقي لخدمات صحة المرأة".

## وصلات خارجية
- الصغحة الرسمية للمركز على موقع فيس بوك.